# Hans Seidel (Theologe)
Hans Seidel (* 22. November 1929 in Breslau; † 22. Juni 2021 in Leipzig) war ein deutscher evangelischer Theologe.

## Leben
Von 1951 bis 1956 studierte er Theologie in Leipzig. Nach der Promotion 1963 zum Dr. theol. an der Universität Leipzig und der Habilitation 1970 ebenda hatte er von 1971 bis 1990 einen Lehrauftrag am Theologischen Seminar Leipzig. Von 1990 bis 1992 war er Professor für Altes Testament an der Kirchlichen Hochschule Leipzig. Von 1992 bis 1994 war er Professor (C4) für Alttestamentliche Wissenschaft unter besonderer Berücksichtigung der Exegese des Alten Testaments an der Theologischen Fakultät der Universität Leipzig.

## Schriften (Auswahl)
- Das Erlebnis der Einsamkeit im Alten Testament. Eine Untersuchung zum Menschenbild des Alten Testamentes. Berlin 1969, OCLC 470274909.
- Auf den Spuren der Beter. Einführung in die Psalmen. Berlin 1980, OCLC 37599608.
- mit Karl-Heinrich Bieritz (Hg.): Das lebendige Wort. Beiträge zur kirchlichen Verkündigung. Festgabe für Gottfried Voigt zum 65. Geburtstag. Berlin 1982, OCLC 831298734.
- Musik in Altisrael. Untersuchungen zur Musikgeschichte und Musikpraxis Altisraels anhand biblischer und außerbiblischer Texte. Frankfurt am Main 1989, ISBN 3-8204-9867-2.